# Campeonato Sul-Americano de Voleibol Feminino Sub-21
Campeonato Sul-Americano de Voleibol Feminino Sub-21 é um torneio de seleções de voleibol da América do Sul organizado a cada dois anos pela Confederação Sul-Americana de Voleibol. Sua primeira edição foi realizada em 1972, na cidade do Rio de Janeiro, no Brasil.

## Quadro geral
| Ordem | País      | Medalha de ouro | Medalha de prata | Medalha de bronze | Total |
| ----- | --------- | --------------- | ---------------- | ----------------- | ----- |
| 1     | Brasil    | 22              | 4                | 0                 | 26    |
| 2     | Peru      | 4               | 9                | 7                 | 20    |
| 3     | Argentina | 0               | 11               | 11                | 22    |
| 4     | Venezuela | 0               | 2                | 4                 | 6     |
| 5     | Colômbia  | 0               | 0                | 3                 | 3     |
| 6     | Chile     | 0               | 0                | 1                 | 1     |